# 斯米基夫 (傑米季夫卡區)
50°27′41″N 25°9′17″E / 50.46139°N 25.15472°E
斯米基夫（烏克蘭語：Смиків），是烏克蘭西北部的村莊，隸屬里夫內州的杜布諾區。該村始建於1624年，面積1.72平方公里，海拔高度199米，2015年人口10，人口密度每平方公里14.5人。